# Huiva
Huiva (în ucraineană Гуйва) este o așezare de tip urban din raionul Jîtomîr, regiunea Jîtomîr, Ucraina. În afara localității principale, nu cuprinde și alte sate.

## Demografie
Componența lingvistică a așezării de tip urban Huiva
     Ucraineană (82,23%)
     Rusă (17,77%)
Conform recensământului din 2001, majoritatea populației așezării de tip urban Huiva era vorbitoare de ucraineană (82,23%), existând în minoritate și vorbitori de rusă (17,77%).